# Nactus serpensinsula
Nactus serpensinsula — вид геконоподібних ящірок родини геконових (Gekkonidae). Ендемік Маврикію.

## Опис
Довжина тіла (без врахування хвоста) у представників номінативного підвиду становить 65 мм, у представників підвиду N. s. durrellorum 56 мм. Довжина хвоста становить 105 мм. На голові і спині є поздовжні ряди збільшених ребристих горбочків. Верхня частина тіла сірувато-коричнева, поцяткована дрібними темними плямками і більшими, менш чіткими світлими плямами. На шиї, спині і хвості широкі поперечні бурувато-охристі смуги х рівним переднім краєм і клиноподібним заднім, спереду окаймлені вузькою чорною смугою. Нижня сторона тіла білувата.

## Підвиди
- Nactus serpensinsula durrellorum Arnold & Jones 1994 — острів Раунд-Айленд[3];
- Nactus serpensinsula serpensinsula (Loveridge, 1951) — острів Зміїний[fr].

## Поширення і екологія
Nactus serpensinsula раніше були поширені на більшій частині острова Маврикій, однак з 16 століття вимерли на більшій частині свого ареалу. Наразі це вид поширений лише на двох острівцях, розташований на північ від Маврикія — на острові Раунд-Айленд площею 2,19 км² і на острові Зміїний площею 0,27 км². Nactus serpensinsula живуть на порослих травою, окремими чагарниками і пальмами Latania кам'янистих схилах. Вони ведуть нічний спосіб життя. Живляться комахами. В листопаді грудні самиці відкладають 2 яйця.

## Збереження
МСОП класифікує кожен з підвидів Nactus serpensinsula як окремий вид з вразливим статусом. За оцінками дослідників, популяція Nactus serpensinsula на острові Раунд-Айленд становить приблизно 27 тисяч дорослих особин, а на острові Зміїний 8 тисяч дорослих особин. Їм загрожує знищення природного середовища і поява на островах інтродукованих хижих тварин.